# رسائل عروسين
رسائل عروسين (بالفرنسية: Mémoires de deux jeunes mariées)‏ هي رواية رسائلية للكاتب الفرنسي أونوريه دي بلزاك. ونشرت كمسلسل في الصحيفة الفرنسية لابريس عام 1841 ونشرها فورن في عام 1842 كأول عمل في المجلد الثاني من «مشاهد من الحياة الخاصة» ضمن «الكوميديا الإنسانية». وهو ما يجعلها العمل الحادى عشر من مجموعة المشاهد، عندما أصدر بلزاك النسخة الأخيرة من «الكوميديا الإنسانية» عام 1854، قام بوضع القصة في الترتيب الثالث من مجموعة المشاهد. أهدى بلزاك العمل إلى الروائية الفرنسية جورج ساند. ظهرت أول ترجمة إنجليزية للرواية في عام 1902، مع مقدمة بقلم هنري جيمس.